# Ниро Улф
Ниро Улф е измислен персонаж, създаден през 1934 г. от американския писател на мистерии Рекс Стаут. В периода 1934-1974 г. Стаут написва 33 романа и 39 разказа, повечето от които се развиват в Ню Йорк. Има редица радио, телевизионни и филмови адаптации, базирани на трудовете му.